# Onaway (Idaho)
Onaway è un comune degli Stati Uniti d'America, situato nello stato dell'Idaho, nella contea di Latah.